# Mẫu Đơn Giang

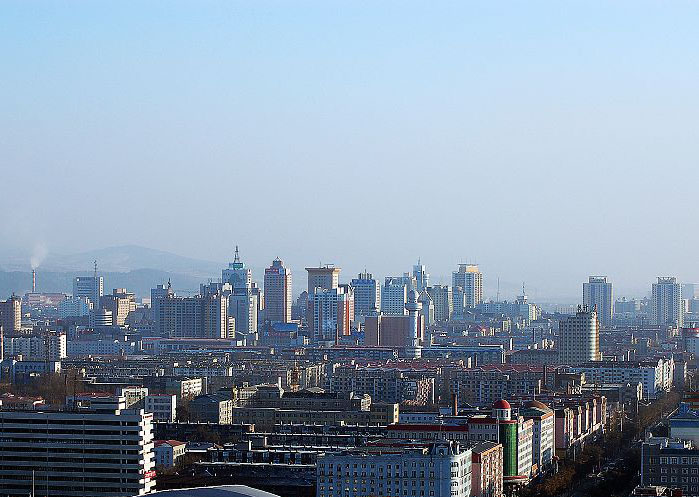
Mẫu Đơn Giang

Mẫu Đơn Giang (牡丹江市) là một địa cấp thị tỉnh Hắc Long Giang, Cộng hòa Nhân dân Trung Hoa. Dân số là 767.000 người. Địa cấp thị cách Vladivostok của Nga 160 km.

## Các đơn vị hành chính
Địa cấp thị Mẫu Đơn Giang quản lý các đơn vị cấp huyện sau:

### Các quận nội thành
Các quận sau:
- Ái Dân (爱民区)
- Đông An, Mẫu Đơn Giang (东安区)
- Dương Minh (阳明区)
- Tây An (西安区)

### Đô thị ngang cấp huyện
Thành phố cấp phó địa:
- Tuy Phân Hà (绥芬河市)

Thành phố cấp huyện:
- Ninh An, Mẫu Đơn Giang (宁安市)
- Hải Lâm, Mẫu Đơn Giang (海林市)
- Mục Lăng (穆棱市)
- Đông Ninh (东宁市)

### Các huyện
Các huyện:
- Lâm Khẩu (林口县)